# 雪だるま超特急
『雪だるま超特急』（ゆきだるまちょうとっきゅう、Snowball Express）は1972年のアメリカ合衆国のスクリューボール・コメディ映画。ウォルト・ディズニー・プロダクション製作。出演はディーン・ジョーンズなど。

## ストーリー
都会生活に疲れ果てていたジョニー・バクスターの元に、コロラド州シルバー・ヒルに住む遠戚からの遺産が転がり込む。
遺産の大半は、ロッキー山脈の山奥にあるグランド・インペリアル・ホテルに眠っており、ジョニーは渋る家族を連れ、西武へと向かう。
ところが、そこにあったのはホテルどころか荒れ果てた空き家であり、ジョニーはそこに住み着いていた老鉱山師のマッコードを雇う。
銀行家のリッジウェイから建物の手入れ費用を調達するのに失敗したジョニーは、この土地を使ってスキー場を立てることを思いつく。
リフトを建設するために、このホテルを担保に3000ドル借りるのに成功したものの、別件で使うハメになる。
そのとき、マッコードが鉱山で使用していた古い蒸気エンジンのことを思い出すが、オープン初期に発生した事故の対応で使用した際に爆発し、ホテルへ激突してしまう。
後がなくなったジョニーは、町で開かれる雪上車レースで賞金を得ようとするが、優勝はリッジウェイのものとなる。
数日後、ホテルをリッジウェイに売る契約をしようとしていたジョニーのもとに、秘書のウィギントンが声をかける。
実は、遺産にはホテル近くにある1200ヘクタール分の木材も含まれており、加えて町側に遺贈される土地には、町が強化と病院、そして図書館を建設するという条件が付けられていた。
だが、その土地にはこのような建物がないため、土地はジョニーのものとなった。

## キャスト
| 役名                     | 俳優                       | 日本語吹替 |
| ------------------------ | -------------------------- | ---------- |
| ジョニー・バクスター     | ディーン・ジョーンズ       | 大塚芳忠   |
| スー・バクスター         | ナンシー・オルソン         | 弥永和子   |
| ジェシー・マッコード     | ハリー・モーガン           | 富田耕生   |
| マーティン・リッジウェイ | キーナン・ウィン           | 大木民夫   |
| リチャード・バクスター   | ジョニー・ウィッテカー     | 徳永浩之   |
| ワリー・パーキンス       | マイケル・マクグリービ     | 松本保典   |
| ダブル・L・ディンマン    | ジョージ・リンゼイ         | 池田勝     |
| クリス・バクスター       | キャスリーン・コーディ     |            |
| ウィギントン夫人         | メアリー・ウィックス       |            |
| ファウラー氏             | デヴィッド・ホワイト       |            |
| ウェインライト氏         | ジョージ・カークパトリック | 石森達幸   |

## スタッフ
- 監督：ノーマン・トーカー
- 製作：ロン・ミラー
- 脚本：ドン・テイト、ジム・パーカー、アーノルド・マーゴリン
- 撮影：フランク・フィリップス
- 音楽：ロバート・F・ブランナー